# Ala-ud-Din Bahman Shah
Ala-ud-Din Hasan Bahman Shah (r. 3 de agosto de 1347 - 11 de febrero de 1358), cuyo nombre original era Zafar Khan, fue el fundador del sultanato de Bahmani y fue titulado como Alauddin Bahman Shah Sultan —Fundador de la dinastía Bahmani— con su capital en Gulbarga (Hasanabad) y todas sus monedas fueron acuñadas en Hasanabad.

## Ancestros y primeros años de vida
Zafar Khan era un noble turco al servicio de Muhammad bin Tughluq. Su ascendencia es desconocida. Sin embargo, existe una leyenda popular sobre él narrada por el historiador persa del siglo XVII Ferishta, que dice que fue servidor de un astrólogo  brahmán llamado Gangu —Gangadhar Shastri Wabale— de Delhi y que él mismo fue llamado Hasan Gangu. Los historiadores no han encontrado ninguna corroboración para la leyenda citada.
Zafar Khan comenzó su carrera como general al servicio del sultán Muhammad bin Tughluq. Lo nombraron gobernador y en 1347 fue nombrado comandante de un ejército en Daulatabad. El 3 de agosto de 1347 Nasir-ud-Din Ismail Shah, también conocido como Ismail Mukh, a quien los emires rebeldes del Deccan colocaron en el trono de Daulatabad en 1345, abdicó a su favor y estableció el sultanato bahmaní con su cuartel general en Hasanabad (Gulbarga).
Antes del establecimiento de su reino, tenía en su poder el jahangir de Miraj, Belgaum y Hukeri en nombre de Tughlaq y vivía con su madre viuda en la ciudad de Miraj. Después de establecer su reino, lo entregó a su hijo mayor. Las fuentes como Isami y The Buran mencionan que Miraj era el cuartel general de su Jahangir.

## El reinado

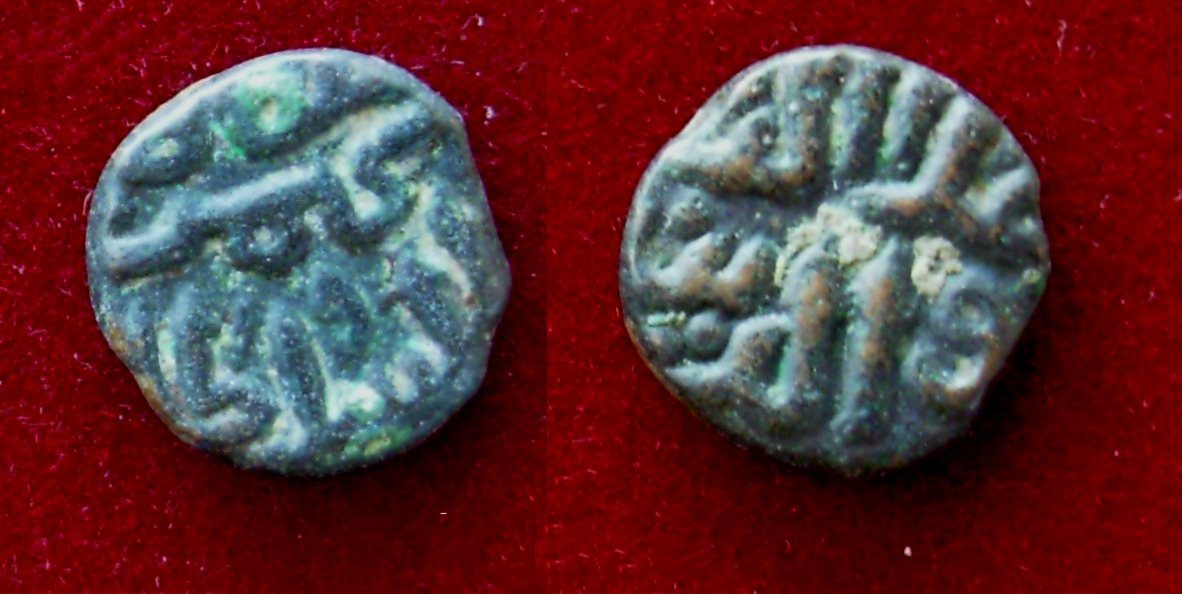
Moneda de Ala ud din Bahman Shah

Al establecer un reino independiente, Zafar Khan tomó el título de Abu'l-Muzaffar Ala-ud-din Bahman Shah, le dio a Ismail Mukh un jagir cerca de Jamkhandi y más tarde le confirió el título más alto de su reino, Amir-ul-Umara. Pero Narayana, un cacique hindú local, tuvo éxito en volver a Ismail contra Bahman Shah por un corto período de tiempo antes de envenenar a Ismail.
Bahman Shah dirigió su primera campaña contra Warangal en 1350 y obligó a su gobernante Kapaya Nayaka a cederle la fortaleza de Kaulas. Su reino estaba dividido en cuatro provincias y nombró un gobernador para cada una de ellas.[9] Durante su reinado, Hasan libró muchas batallas contra  Vijayanagara. En el momento de su muerte el reino se extendía de norte a sur desde el río Wainganga hasta Krishna y de este a oeste desde Bhongir hasta Daulatabad.
Fue sucedido por su hijo Mohammed Shah I tras su muerte en 1358.